# Agim Shaqiri
Agim Shaqiri (mac. Агим Шаќири; ur. 13 października 1980 w Strudze) – północnomacedoński polityk pochodzenia albańskiego, absolwent studiów z zakresu marketingu i zarządzania finansami na Międzynarodowym Uniwersytecie w Strudze. W latach 2016–2020 sprawował mandat deputowanego do Zgromadzenia Republiki Macedonii Północnej z ramienia Demokratyczny Związek na rzecz Integracji.